# Володинское
Володинское — село в Камышловском районе Свердловской области России, входит в состав Обуховского сельского поселения.

## Географическое положение
Село Володинское расположено в 18 километрах (по автодороге в 23 километрах) к юго-западу от города Камышлова, на обоих берегах реки Большой Калиновки (правый приток реки Пышмы), в устье левого притока — реки Морной Лог. Ниже по течению Большой Калиновки, северо-восточнее Володинского, расположена деревня Борисова.

## Преображенская церковь
В деревне Володиной (прихода села Латышского (ныне Ильинского)) была построена деревянная часовня Преображения Господня.
В 1783 году грамотой Преосвященного Варлаама, епископа Тобольского и Сибирского, был заложен деревянный храм во имя Преображения Господня на месте этой часовни. В 1785 году храм этот был освящён и существовал до строительства каменного. В 1856 году была построена на средства прихожан и сторонних жертвователей каменная, двухпрестольная церковь, главный храм которой был освящён в честь Преображения Господня, придел был освящён во имя святого Николая, архиепископа Мирликийского. Причт состоял из священника, диакона и псаломщика, в распоряжении которых были два дома — церковный и общественный.
Церковь была закрыта в 1935 году, данные на лето 2016 — здание церкви заброшено и медленно разрушается.

## Школа
С 1886 года в селе существовала церковно-приходская школа.

## Население
| 2002 | 2010 | 2021 |
| ---- | ---- | ---- |
| 147  | ↗155 | ↘90  |